# Hurley (Familienname)
Hurley ist ein englischer Familienname.

## Namensträger
- Alicia Hurley (* 1988), kanadische Biathletin
- Andy Hurley (* 1980), US-amerikanischer Rock-Schlagzeuger
- Annette Hurley (* 1955), australische Politikerin
- Bobby Hurley (* 1971), US-amerikanischer Basketballspieler
- Chad Hurley (* 1977), US-amerikanischer Geschäftsmann
- Charles F. Hurley (1893–1946), US-amerikanischer Politiker
- Charlie Hurley (* 1936), irischer Fußballspieler
- Clyde Hurley (1916–1963), US-amerikanischer Jazztrompeter
- Courtney Hurley (* 1990), US-amerikanische Fechterin
- Craig Hurley (* 1968), US-amerikanischer Schauspieler
- Daniel Hurley (* 1940), australischer Geistlicher, Bischof von Darwin
- David Hurley (* 1953), australischer Offizier und Generalgouverneur
- Denis Eugene Hurley (1915–2004), südafrikanischer Ordenspriester und Erzbischof von Durban
- Denis M. Hurley (1843–1899), US-amerikanischer Politiker
- Douglas Hurley (* 1966), US-amerikanischer Astronaut der NASA
- Elizabeth Hurley (* 1965), britische Schauspielerin und Model
- Eric Hurley (* 1985), US-amerikanischer Baseballspieler
- Francis Thomas Hurley (1927–2016), Erzbischof von Anchorage
- Frank Hurley (1885–1962), australischer Fotograf und Kameramann
- George Hurley (* 1958), US-amerikanischer Rock-Schlagzeuger
- James H. Hurley, US-amerikanischer Biophysiker und Biologe
- John E. Hurley (1906–1992), US-amerikanischer Politiker
- Joseph Hurley (Szenenbildner) (1914–1982), Szenenbildner
- Joseph Hurley (Drehbuchautor), Drehbuchautor
- Joseph L. Hurley (1898–1956), US-amerikanischer Politiker
- Joseph Patrick Hurley (1894–1967), US-amerikanischer Geistlicher, Bischof von Saint Augustine
- Kameron Hurley (* 1980), US-amerikanische Science-Fiction- und Fantasy-Autorin
- Kelley Hurley (* 1988), US-amerikanische Fechterin
- Marcus Hurley (1883–1941), US-amerikanischer Bahn-Radrennfahrer
- Mark Joseph Hurley (1919–2001), US-amerikanischer katholischer Bischof
- Maurice Hurley (1939–2015), US-amerikanischer Drehbuchautor und Produzent
- Michael Hurley (1941–2025), US-amerikanischer Folkmusiker
- Myke Hurley (* 1988), britischer Podcaster
- Nigel Hurley (* 1969), britischer Pianist und Organist
- Paul Hurley (* 1946), US-amerikanischer Eishockeyspieler
- Patrick J. Hurley (Patrick Jay Hurley; 1883–1963), US-amerikanischer Soldat und Politiker
- Patrick Mason Hurley (1912–2000), US-amerikanischer Geochemiker
- Red Hurley (* 1949), irischer Schlagersänger
- Robert A. Hurley (1895–1968), US-amerikanischer Politiker
- Steve Hurley (* 1962), US-amerikanischer Musikproduzent und DJ
- Susan Hurley (1954–2007), US-amerikanische Philosophin
- Tom Hurley (* 1946), US-amerikanischer Eishockeyspieler
- Walter Allison Hurley (* 1937), Bischof von Grand Rapids